# Рікубецу

43°28′8″ пн. ш. 143°44′50″ сх. д. / 43.46889° пн. ш. 143.74722° сх. д.
Рікубе́цу (яп. 陸別町, りくべつちょう, МФА: [ɾʲikubet͡su̥ t͡ɕoː]) — містечко в Японії, в повіті Асьоро округу Токаті префектури Хоккайдо. Станом на 1 жовтня 2008 року площа містечка становила 608,81 км². Станом на 31 березня 2017 населення містечка становило 2478 осіб.